# 皇城墙遗址
皇城墙遗址，为北京皇城的遗迹，位于北京市东城区、西城区。已列为北京市文物保护单位。

## 历史
皇城墙建于明永乐十五年（1417）至永乐十八年（1420年）。城高6米，厚2米，朱红色墙体，顶覆黄琉璃瓦。原周长9000余米，北洋时期至1927年以前已大部拆除，仅存天安门东西两侧城墙约1900米，东至北京饭店，西至中南海外。2001年9月建成皇城根遗址公园。

## 保护
2003年12月11日，皇城墙遗址公布为第七批北京市文物保护单位，编号7-1。